# Ширли, Лоуренс, 4-й граф Феррерс
Лоуренс Ширли, 4-й граф Феррерс (англ. Laurence Shirley, 4th Earl Ferrers; 18 августа 1720 — 5 мая 1760) — английский дворянин. Он был последним британским пэром, повешенным за убийство своего стюарда.

## Биография
Родился 18 августа 1720 года. Старший сын достопочтенного Лоуренса Ширли (1693—1743), десятого (младшего) сына Роберта Ширли, 1-го графа Феррерса (1650—1717). Его матерью была Энн Кларджес (ок. 1695—1782), дочь сэра Уолтера Кларджеса, 1-го баронета. В возрасте двадцати лет он оставил свое поместье и образование в колледже Крайст-черч в Оксфорде и вёл развратную жизнь во Франции.
6 августа 1745 года смерти своего безумного дяди, Генри Ширли, 3-го графа Феррерса (1691—1745), 25-летний Лоуренс Ширли унаследовал титулы 4-го графа Феррерса, 4-го виконта Тамуорта и 10-го баронета Ширли из Стонтон-Гарольда, а также поместья в графствах Лестершир, Нортгемптоншир и Дербишир.

## Проблемы в браке

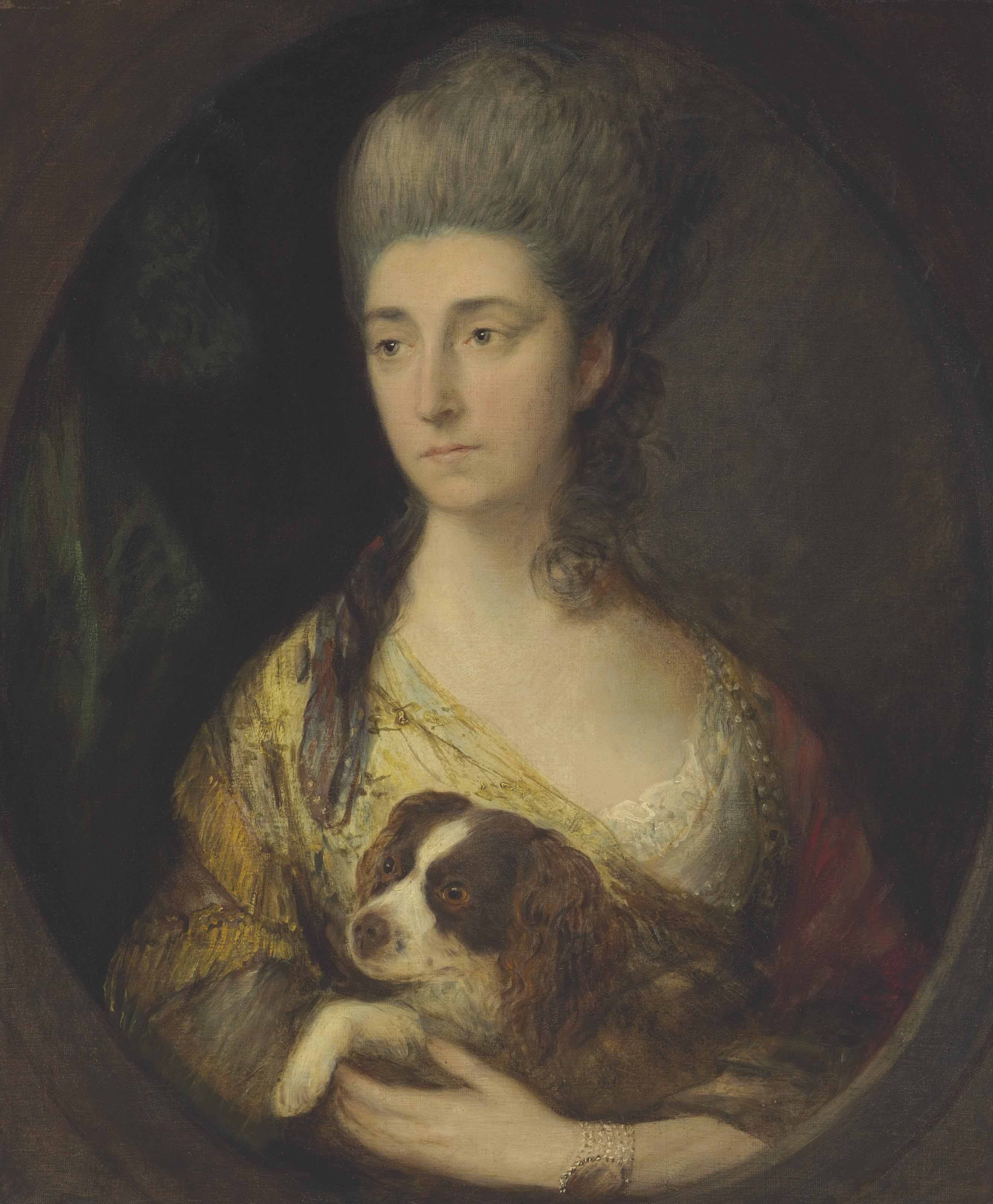
Леди Фредерик Кэмпбелл, портрет Томаса Гейнсборо

16 сентября 1752 года он женился на Мэри Мередит (ок. 1730 — 25 июля 1807), дочери Амоса Мередита и Джоанны Чамли, младшей сестре сэра Уильяма Мередита, 3-го баронета .
Лорд Феррерс имел семейную историю безумия, и с раннего возраста его поведение казалось эксцентричным, а характер — буйным, хотя он был вполне способен управлять своими деловыми делами. Примечательно, что в июня 1758 году его жена добилась от него развода за жестокость, что было редкостью для того времени. Она не мирилась с пьянством и распутством мужа и особенно расстраивалась из-за его внебрачных детей. Старый семейный стюард Джон Джонсон, возможно, дал показания от имени Мэри, и впоследствии ему было поручено собрать причитающуюся ей арендную плату.
28 марта 1769 года Мэри Мередит снова вышла замуж за лорда Фредерика Кэмпбелла (1729—1816), от брака с которым у неё было две дочери. Позже Мэри погибла в результате пожара в своем загородном доме Кумб-Бэнк, Кент, 25 июля 1807 года.

## Убийство

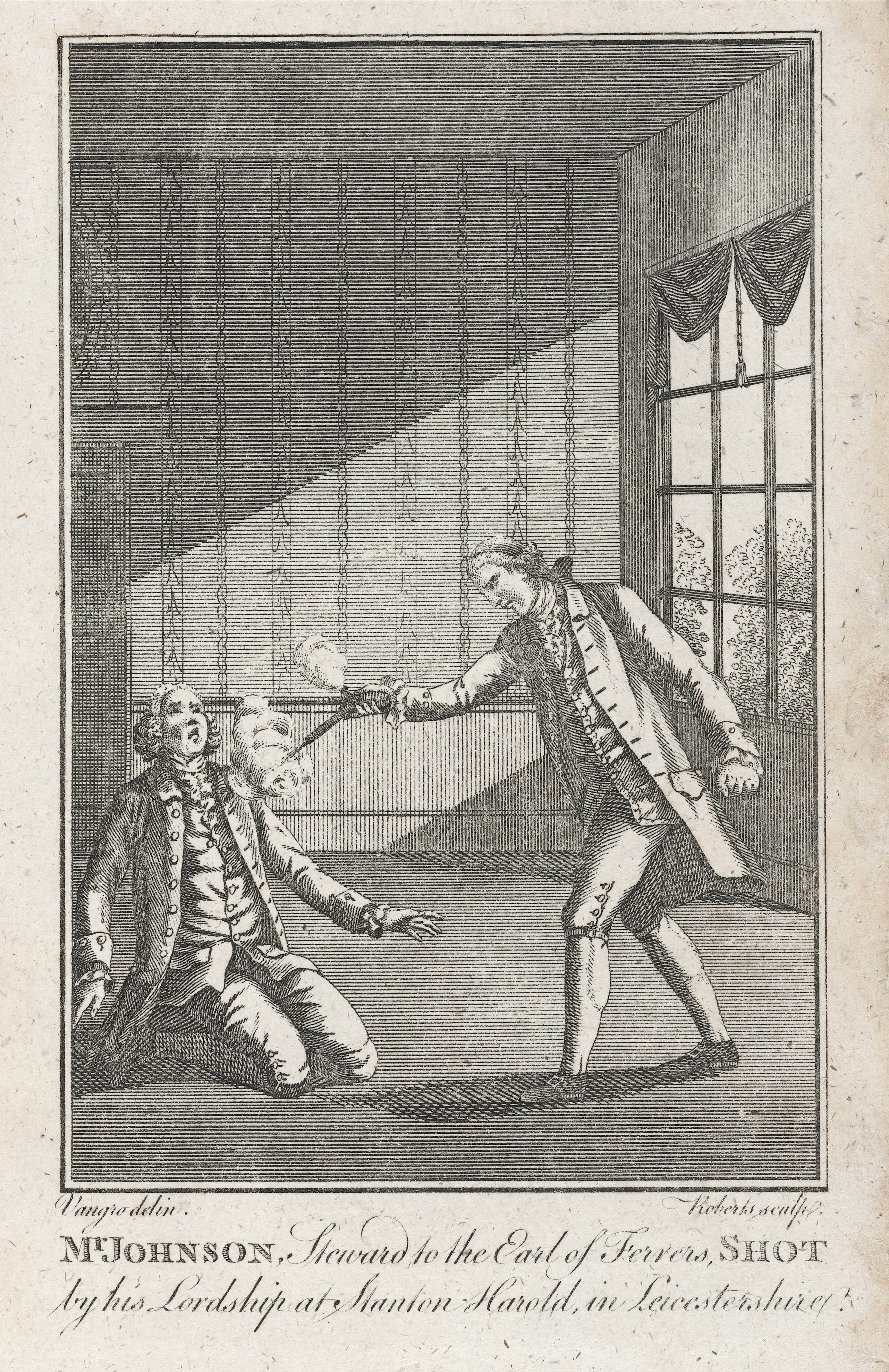
Гравюра XVIII века, на которой лорд Феррерс стреляет в своего стюарда

Имущество семьи Феррерс тогда перешло в собственность попечителей. Лорд Феррерс добился назначения старого семейного стюарда Джона Джонсона получателем ренты. 18 января 1760 года стюард Джон Джонсон по предварительной записи посетил особняк графа в Стонтон-Гарольде, Лестершир, и был направлен в кабинет графа. Здесь после делового разговора лорд Феррерс застрелил его. Джонсон не умер сразу, а вместо этого ему оказали медицинскую помощь в холле, за которой последовали продолжающиеся словесные оскорбления со стороны пьяного Феррерса, прежде чем врач Томас Киркланд смог доставить его в свой дом, где он умер на следующее утро.

## Суд и приговор

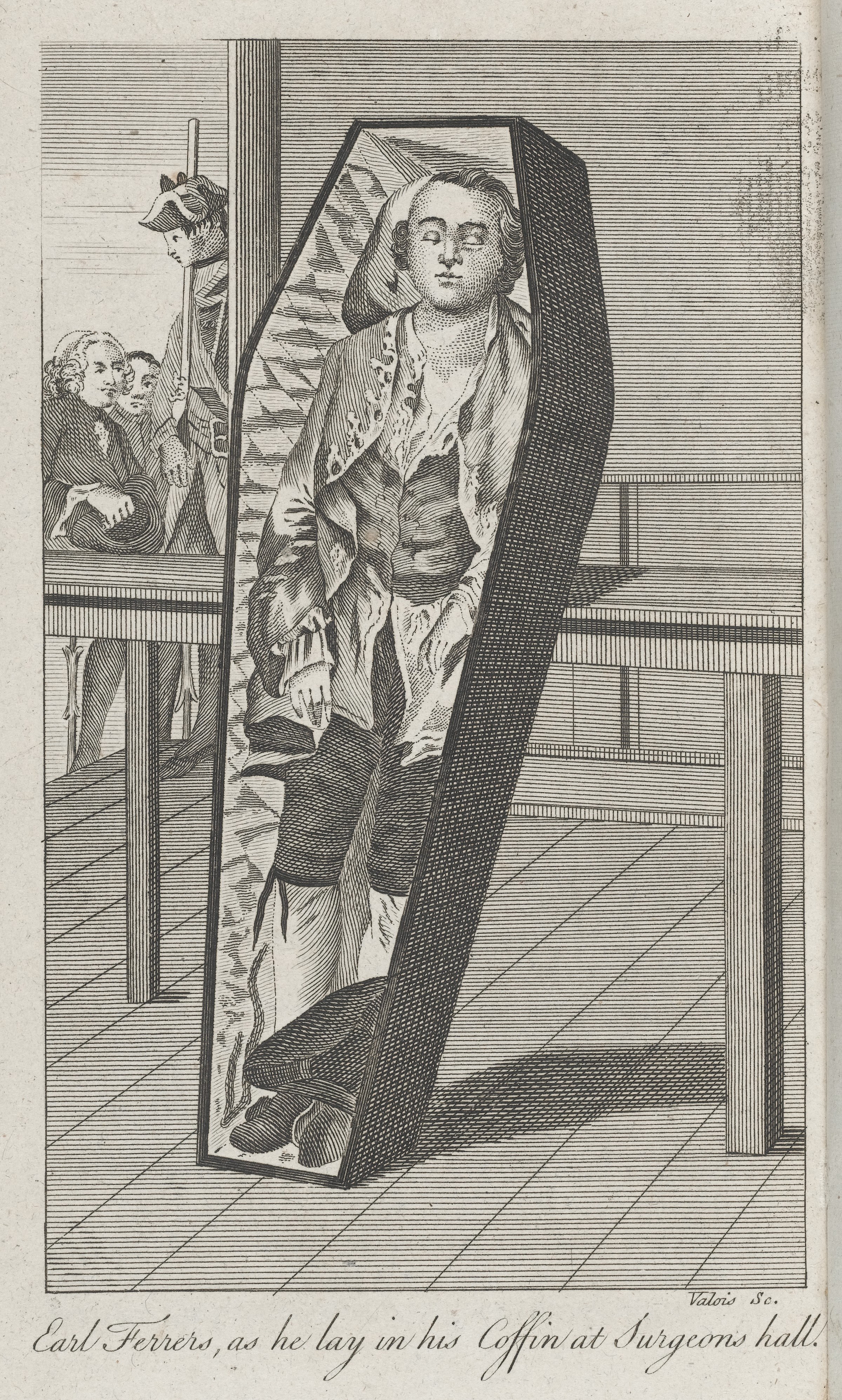
Граф Феррерс лежит в гробу

В апреле 1760 года графа Феррерса судили за убийство его коллеги в Вестминстер-холле, а обвинение возглавлял генеральный прокурор Чарльз Пратт (позже первый граф Кэмден). Защита графа Феррерса, которую он вел лично с большим талантом, была заявлением о невменяемости и подкреплялась значительными доказательствами, но он был признан виновным.
5 мая 1760 года, в возрасте 39 лет, одетый в светлый костюм, расшитый серебром (наряд, который он носил на своей свадьбе), он был доставлен в собственной карете из лондонского Тауэра в Тайберн и там повешен Томасом Терлисом. Есть несколько иллюстраций подвешивания. После казни его тело было доставлено в Зал хирургов на Монкуэлл-стрит для публичной выставки и вскрытия. Казнь широко рекламировалась в массовой культуре как свидетельство равенства закона, а история злого дворянина, казненного «как обычного преступника», рассказывалась еще в XIX веке.
Лорду Феррерсу наследовал графский титул его младший брат Вашингтон Ширли, 5-й граф Феррерс.